# Zehn – Die Traumfrau
Zehn – Die Traumfrau (Alternativtitel: Die Traumfrau, englisch 10, französisch elle) ist eine US-amerikanische Filmkomödie aus dem Jahr 1979. Regie führte Blake Edwards.

## Handlung
Der erfolgreiche Komponist George Webber steckt in einer Midlife-Crisis, in der Beziehung zu seiner Freundin Samantha kriselt es. Beruflich hat er eigentlich alles erreicht, was er sich gewünscht hat. Auf einer Spazierfahrt trifft er unvermittelt auf seine Traumfrau, unglücklicherweise ist sie gerade auf dem Weg zum Traualtar. Als ihn sein Psychologe fragt, wo auf einer Skala von 1 bis 10 er sie einordnen würde, antwortet er mit 11. Über den Pfarrer und auch über den Vater der Braut (einen prominenten Zahnarzt, der George gleich sechs Zähne plombiert) erfährt er dann, dass das Mädchen seiner Träume Jenny heißt und die Flitterwochen in Mexiko am Strand von Manzanillo verbringt. George fliegt hinterher, ohne genau zu wissen, warum.
Rein zufällig rettet er Jennys Mann David dort vor dem Ertrinken, als dieser auf seinem Surfbrett eingeschlafen ist. Während David im Krankenhaus weilt, zeigt sich Jenny erkenntlich und lädt George zu einem zweisamen Abend ein. In der berühmt gewordenen Szene des Films legt sie eine Schallplatte auf mit Maurice Ravels Boléro und will zu dieser Musik mit George ins Bett gehen. Dieser ist zunächst begeistert, doch dann kommen ihm Zweifel, ob Jenny ihn wirklich liebt oder ob er nur für ein einmaliges sexuelles Vergnügen dient. Er kehrt nach Hause zurück zu Samantha und einem gemeinsamen Glück der beiden scheint nichts mehr im Wege zu stehen.

## Hintergrund
- Der Film lief in den Vereinigten Staaten am 5. Oktober 1979 an. Deutschlandstart war am 24. April 1980.
- Der Film ist untrennbar mit dem Stück Boléro von Maurice Ravel verbunden. Tonträger mit diesem Stück waren nach dem Kinostart eine Zeitlang ausverkauft. Ebenso untrennbar ist die Strandszene, in der sie verführerisch mit Bandanzug und geflochtenen Haaren erschien.
- Bo Derek, die Ehefrau des Schauspielers John Derek, wurde mit diesem Film zum Sexsymbol der frühen 1980er Jahre.
- Die Rolle des George Webber wurde auch Peter Sellers und George Segal angeboten. Segal war sogar schon am Set, wurde dann nach kurzer Drehzeit aber gegen Dudley Moore ausgetauscht. Sellers hat einen Cameo-Auftritt als Jazzmusiker in einem Restaurant. Die Szene fiel jedoch der Schere zum Opfer.
- Die damals sehr bekannte Pornodarstellerin Annette Haven hat im Film einen kurzen Nackt-Auftritt. Die drei Pornodarstellerinnen Dorothy Le May, Constance Money und Serena (nicht in den Credits genannt) traten als Partygäste auf.
- Die amerikanische TV-Version wurde gegenüber der Kinofassung zensiert, die alternativen Szenen zeigen weniger nackte Haut.
- Der Film hatte ein Einspielergebnis in den USA von rund 75 Mio. US-Dollar.[1]
- In Frankreich kam der Film unter dem Titel elle auf den Markt.

## Auszeichnungen
1980 wurde der Film für zwei Oscars nominiert. Sowohl Henry Mancinis Filmmusik als auch sein zusammen mit Robert Wells geschriebener Song It’s Easy To Say gingen jedoch leer aus. Bo Derek erhielt eine Golden-Globe-Nominierung als Beste Nachwuchsdarstellerin, hatte aber gegenüber der später auch Oscar-nominierten Bette Midler (The Rose) das Nachsehen.

## Kritiken
- Einer der besten Filme von Blake Edwards. Gute schauspielerische Leistungen von Dudley Moore, Julie Andrews, Robert Webber und Brian Dennehy. Roger Ebert (Chicago Sun-Times)
- Blake Edwards hat schlechtere Filme als diesen gemacht, aber hier stimmt das Timing der Gags nicht, wie etwa beim Zahnarztbesuch von Dudley Moore. Christopher Null (FILMCRITIC.COM)
- Gagreiche Komödie, die zugleich das hintersinnige Porträt einer Männergeneration zeichnet, die vom beruflichen und sexuellen Leistungsdruck deformiert ist und mit ihren verdrängten Ängsten und Wünschen nicht zurechtkommt. (Lexikon des internationalen Films)[2]